# Imperatrica Marija (1913)
Imperatrica Marija (rusky Императрица Мария, carevna Marie) byla vedoucí loď bitevních lodí (dreadnought) stejnojmenné třídy postavených pro ruské carské námořnictvo. Její stavba začala v loděnici v Nikolajevu 30. října 1911 před první světovou válkou. Vypuknutí války zpočátku dokončení zpozdilo, ale loď se nakonec do služby dostala v roce 1915 a sloužila u černomořského loďstva. Poskytovala krytí starším bitevním lodím typu predreadnought, které v roce 1915 ostřelovaly turecká zařízení a několikrát zaútočily na turecký lehký křižník Midilli (původně německý SMS Breslau), aniž by způsobily nějaká vážnější poškození. Kotvící Imperatrica Marija byla potopena v Sevastopolu po výbuchu muničního skladu koncem roku 1916, při kterém bylo zabito 228 členů posádky. Následně byla vyzvednuta, ale její stav byl velmi špatný. Nakonec byla v roce 1926 sešrotována.